# احمد ابومسلم
احمد ابومسلم (عربی: أحمد أبو مسلم؛ زادهٔ ۲۵ ژوئیهٔ ۱۹۸۱) ورزشکار اهل مصر است.
از باشگاه‌هایی که در آن بازی کرده‌است می‌توان به اسماعیلی، الاهلی مصر، آژاکسیو و استراسبورگ اشاره کرد.
وی همچنین در تیم ملی فوتبال مصر بازی کرده است.